# Grupa warowna Eben-Emael

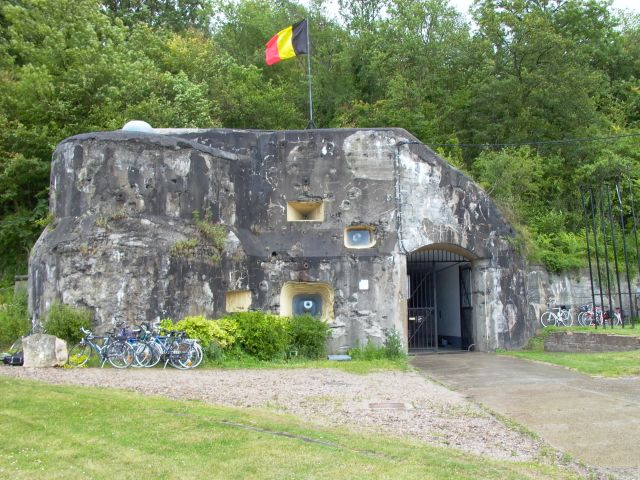
Grupa warowna Eben-Emael: Blok wejściowy

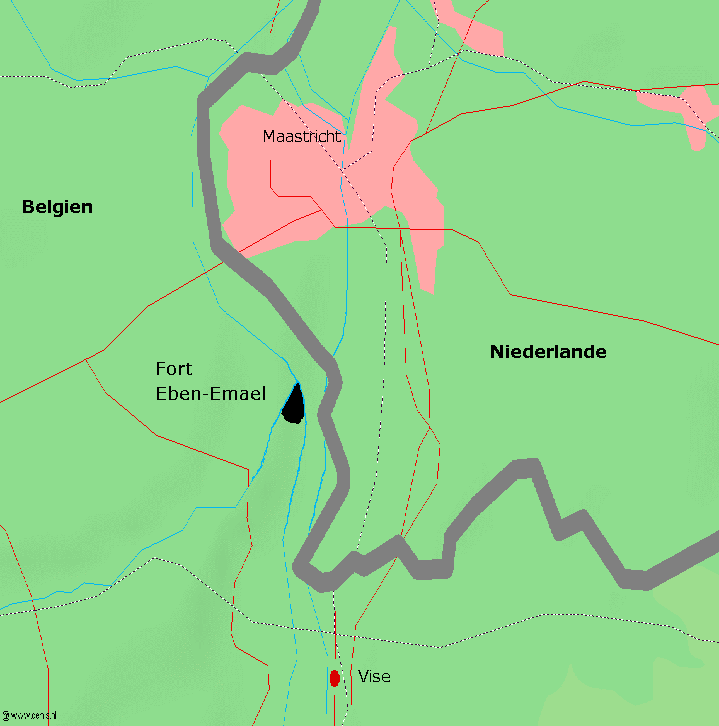
Mapa okolic fortu Eben-Emael

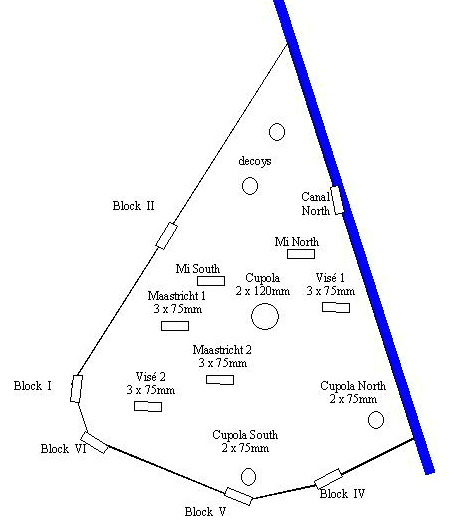
Plan fortu Eben-Emael

Grupa warowna Eben-Emael (fr. Fort d'Ében-Émael) – fort (grupa warowna) wzniesiony we wschodniej Belgii w pobliżu Liège, położony strategicznie w pobliżu granicy niemieckiej i holenderskiej, wybudowany w latach 1931–1935.

## Obiekty
Fort Eben-Emael stanowił chlubę belgijskiej armii w przededniu II wojny światowej. Umocnienie wzniesiono dla zabezpieczenia granicy belgijskiej w newralgicznym miejscu: u połączenia Mozy z Kanałem Alberta. Grupę warowną wzniesiono na płaskowyżu górującym nad Mozą. Obiekty zostały zaplanowane wewnątrz narysu zbliżonego do czworoboku, przy czym jeden dłuższy bok zabezpieczała rzeka, drugi – sztuczny rów wypełniony wodą, a krótsze, południowe boki – mur przeciwpancerny.
Grupa warowna posiadała łącznie 17 bloków (schronów), połączonych systemem potern o łącznej długości 4 kilometrów. Uzbrojenie stanowiły: dwa działa dalekosiężne 120 mm w wieży pancernej (główna broń zaczepna grupy), 16 dział 75 mm, w tym cztery w dwóch podwójnych wieżach oraz duża liczba karabinów maszynowych i moździerzy. Zaplecze fortu stanowił podziemny kompleks koszarowy i magazynowy, zaopatrywany przez jeden blok wejściowy, położony w zachodniej części grupy. Z załogą liczącą 1200 osób Eben-Emael przewyższał każdą grupę warowną francuskiej linii Maginota.

## II wojna światowa

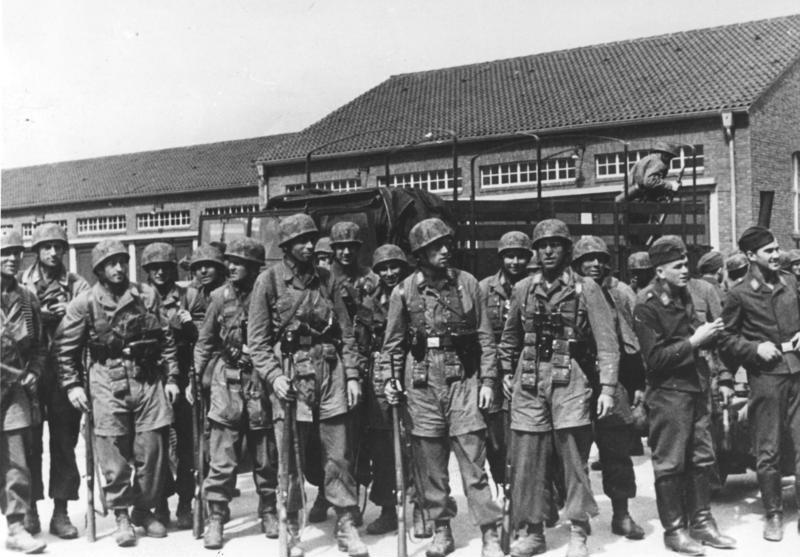
Niemieccy spadochroniarze po zdobyciu fortu, 12 maja 1940

W dniach 10–11 maja 1940 roku wojska niemieckie przeprowadziły bezprecedensową akcję, mającą na celu szybkie uchwycenie i neutralizację fortu. Wykorzystano w tym celu wojska powietrznodesantowe, które lądując na pokładzie szybowców desantowych DFS 230 na powierzchni grupy warownej zniszczyły większość wież i kopuł grupy przy użyciu ładunków kumulacyjnych. O godzinie 5:20 dziewięć szybowców wraz z 55 (według niektórych źródeł 80) komandosami z sekcji bojowej „Granit” powietrzno-szturmowej grupy Koch osiadło na szczycie belgijskiej fortecy. Dzięki sprawnie przeprowadzonej akcji, ten punkt strategiczny został zdobyty już o godzinie 7.00. Opanowanie fortu przez niemieckich spadochroniarzy pozwoliło na sforsowanie Kanału Alberta przez główne siły niemieckie i w konsekwencji szybkie opanowanie Belgii.

## Uzbrojenie twierdzy
Zbudowana kosztem 24 mln franków belgijskich twierdza Eben-Emael, została solidnie uzbrojona. Większość dział skierowano na północ i południe, nazwano je Maastricht-1 i Maastricht-2. Podejścia zachodniego i północnego broniło stanowisko Vise-1, a zachodniego i południowego – Vise-2. Każde z tych stanowisk posiadało na wyposażeniu trzy działa kalibru 75 mm. Mniej więcej pośrodku fortu znajdowała się bateria dwóch dział 120 mm, umieszczona w obrotowej pancernej kopule. Podobne obrotowe kopuły zastosowano na północy i południu, wyposażono je w działa 75 mm. Posiadały one możliwość całkowitego ukrycia w ziemi. Oprócz tego fort posiadał siedem kazamat uzbrojonych w przeciwpancerne armaty kalibru 60 mm, dwa ckmy i reflektory do oświetlania pola ostrzału. W niektórych kazamatach zamontowano też wyrzutniki granatów. Na szczycie wzgórza Karsten wybudowano blokhauzy, uzbrojone w trzy ckmy i reflektory. Całość pokryto grubą warstwą ziemi, w której wykopano stanowiska sprzężonych przeciwlotniczych karabinów maszynowych. Wszystkie stanowiska ogniowe są połączone ze sobą siecią podziemnych tuneli, chronionych 2,5 m warstwą betonu. Dodatkowo wykonano głęboki rów przeciwczołgowy, pola minowe, zasieki oraz przeszkody przeciwczołgowe.
Wszystko to czyniło z fortu Eben-Emael twierdzę prawie nie do zdobycia w trakcie tradycyjnego frontalnego uderzenia.

## Galeria

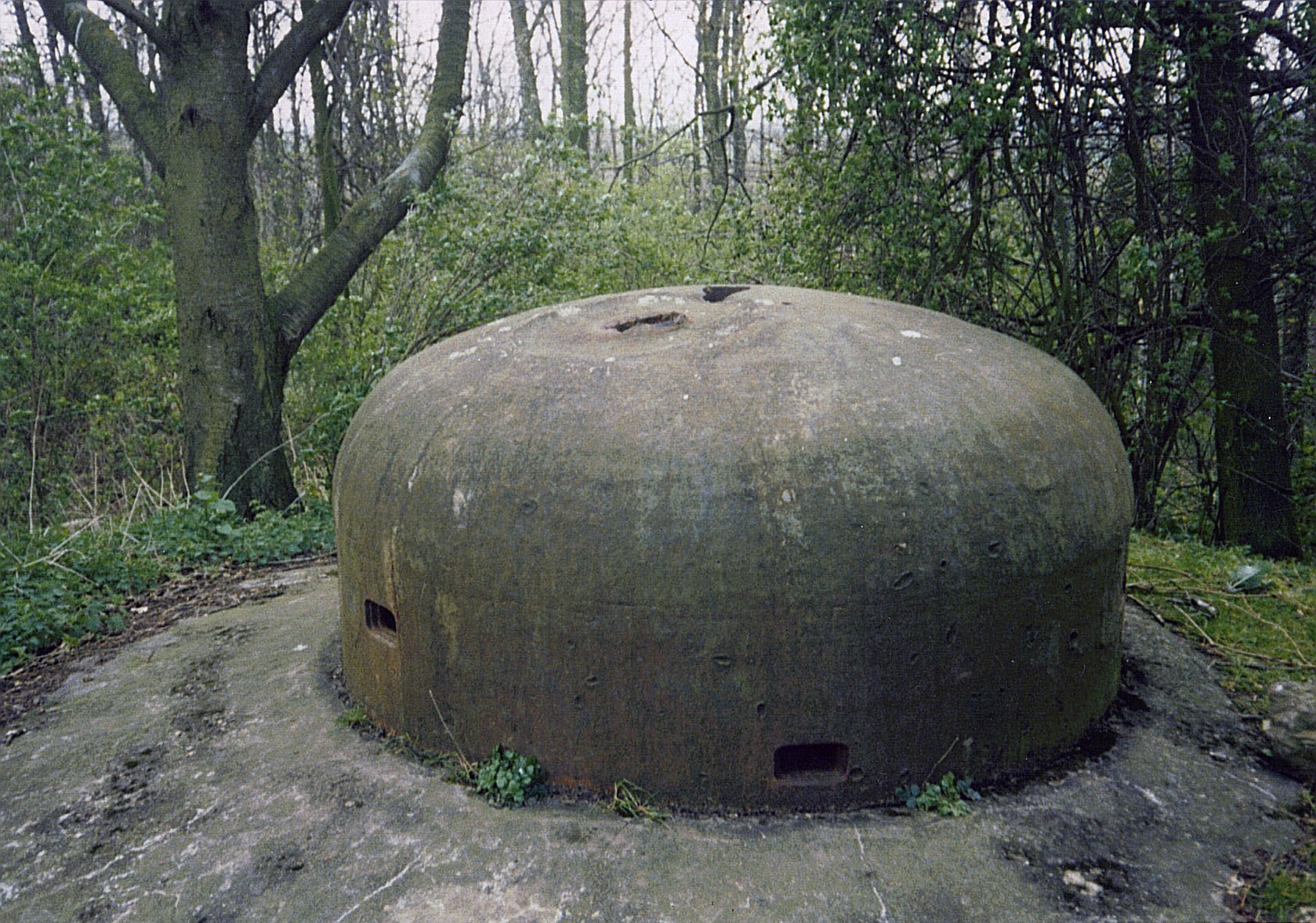
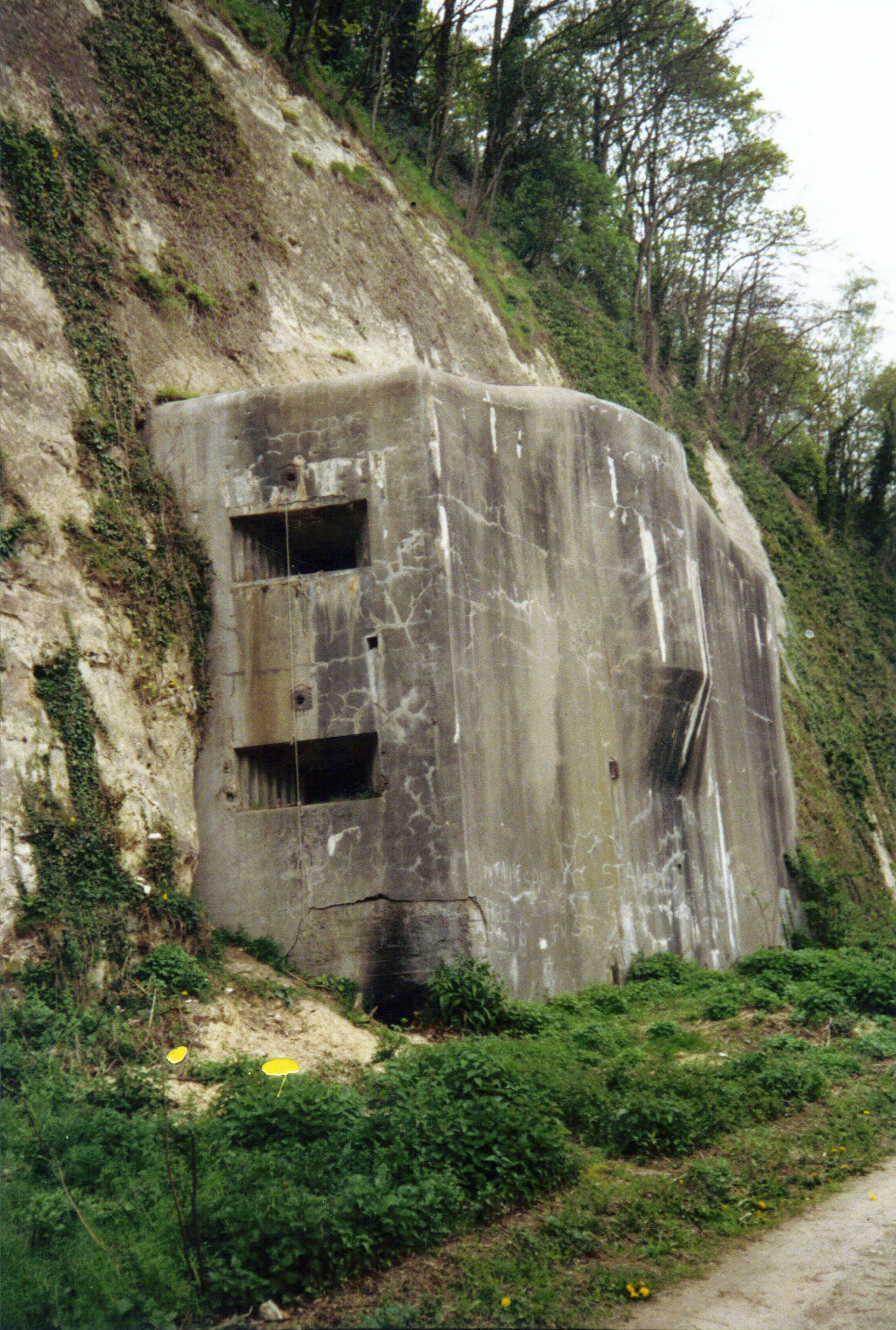
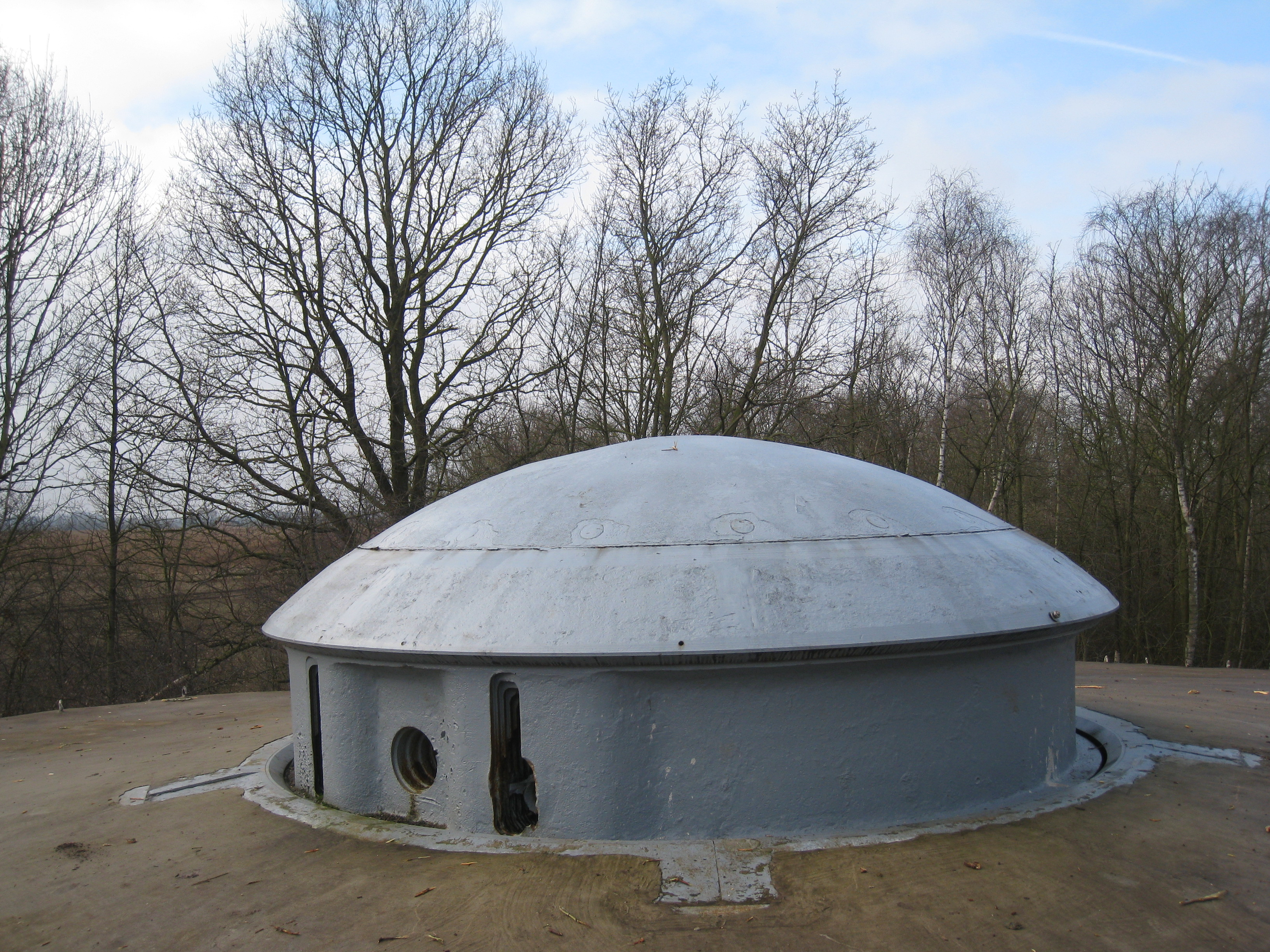
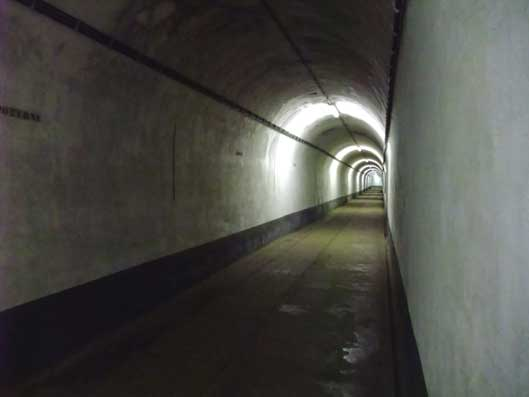